# Lijst van betaaldvoetbalclubs in Estland
Dit is een overzicht van alle voetbalclubs die in het heden of het verleden hebben deelgenomen aan het betaalde voetbal in Estland.
Zie ook:
- Meistriliiga
- Estisch voetbalelftal
- Voetbal van A tot Z

## A
- FC Ajax Lasnamäe

## C
- FC Concordia Audentes

## D
- JK Dünamo Tallinn

## E
- FC Elion Tallinn
- FC Elva
- HÜJK Emmaste

## F
- FC Flora Tallinn

## K
- JK Kalev Sillamäe
- FC Kose
- FC Kuressaare

## L
- Lelle SK
- FC Levadia Tallinn
- FC Lootus Alutaguse

## M
- FC MC Tallinn
- JK Merkuur Tartu

## N
- Nömme Kalju

## P
- Pärnu Pataljoni JK

## R
- SK Rada Kuusalu

## S
- Sörve JK

## T
- Tallinna JK
- JK Tallinna Kalev
- JK Tammeka Tartu
- Tarvastu JK
- JK Tervis Pärnu
- JK Trans Narva
- JK Tulevik Viljandi
- FC TVMK Tallinn

## V
- FC Valga
- JK Vaprus Pärnu

## W
- FC Warrior Valga